# Ignacio Maya
Ignacio Domingo Maya Herrera fue un militar mexicano que participó en la Revolución mexicana.

### Inicios
Nació en Iguala, Guerrero, el 31 de julio de 1886, siendo hijo de Felipe Maya y de Arsenia Herrera, pero creció en la Hacienda de San Juan Chinameca. En 1911 se incorporó a las fuerzas antiporfiristas que operaban por el rumbo. Al proclamarse el Plan de Ayala, Maya se encontraba ya en rebelión, combatiendo a las fuerzas federales pero sin atacar aún a las órdenes de Emiliano Zapata, lo que hizo inmediatamente después. 

### Zapatismo
En 1913 fue comisionado por Emiliano Zapata para operar en la región de Guerrero. El 16 de marzo de 1914 fue ascendido a general de brigada por Emiliano Zapata en el Ejército Libertador del Sur, en Tixtla, Guerrero. Participó en el sitio y toma de Chilpancingo y se destacó por vencer y capturar a oficiales federales de Benítez, Luis G. Cartón y Flavio Maldonado. El 12 de agosto, Zapata estableció su cuartel general en Yautepec, para dirigir un ataque definitivo para capturar la ciudad de Cuernavaca, y sabiendo Zapata que el general Pedro Ojeda había decidido evacuar la plaza esa misma noche, decidió que Ignacio Maya, dirigiera la emboscada a este general.

### Muerte
Murió durante el sitio de Cuernavaca, al tratar de capturar al general Pedro Ojeda cuando éste evacuaba la ciudad, el 13 de agosto de 1914. En ese mismo hecho de armas perdieron la vida 3 importantes jefes del ejército libertador del sur: Francisco Pliego, Bonifacio García e Ignacio Maya. Los restos mortales de Maya fueron trasladados a Tlaltizapán donde se encuentran en el mausoleo que Emiliano Zapata mandó construir, hasta que la furia de los soldados de Pablo González Garza destruyó las tumbas de los principales jefes surianos. 